# Alplighorn
Alplighorn är en bergstopp i Schweiz. Den ligger i distriktet Raron och kantonen Valais, i den södra delen av landet, 70 km söder om huvudstaden Bern. Toppen på Alplighorn är 2 329 meter över havet.